# QQQbeats!!!
『QQQbeats!!!』(キュキュキュビーツ)は、タイトーより2025年秋に発売予定のNintendo Switch向けダウンロード専用ゲームソフト。『東方スペルバブル』と同様、同社が手掛けるパズルゲーム『パズルボブル』にリズムゲームやスキル要素を搭載したゲームシステムとなっている。

## 概要
基本的なゲームシステムは東方スペルバブルから受け継がれているものの、今作では独自のストーリー・世界観が取り入れられたオリジナルIPとして展開される。
オリジナル曲をはじめアニメ・ポップス/Vtuber/ボーカロイド/東方Project二次創作アレンジ等の様々なジャンルの楽曲が収録される他、登場キャラクターは本作オリジナルキャラクターの他にも、他コンテンツからのゲストキャラも登場予定となっている。

## 登場キャラクター

### オリジナル
シイナ
声 - 琴宮歩夢
アメ
声 - 元吉有希子
ホナミ
声 - 藤井ゆきよ
フタバ
声 - 和多田美咲
オギト
声 - 小野将夢
ミソラ
声 - 羊宮妃那
ブラザー・デミ
声 - 竹内良太
ナカゴー社長
声 - 置鮎龍太郎
ビンゴ
声 - 上田瞳
???
声 - 香里有佐

### ボーカロイド
初音ミク
声 - 藤田咲
重音テト
声 - 小山乃舞世

### Vtuber
白上フブキ
森カリオペ

### 東方Project
博麗霊夢
声 - 諏訪彩花
霧雨魔理沙
声 - 大空直美

## 搭載曲
- AKINO from bless4 -「創聖のアクエリオン」
- Ado -「唱」ほか